# FrostWire
FrostWire is een opensource-p2p-netwerk-client gebaseerd op LimeWire. Het programma is geschreven in Java en werkt hierdoor op Windows, Mac, Linux en Android. Sinds versie 5 gebruikt het programma BitTorrent om bestanden te downloaden en te delen. Voor versie 5 was dit Gnutella (de 'LimeWire'-kloon). 
In versie 4.21 werd ondersteuning voor Android toegevoegd. Deze Androidversie is omstreden. Door acties van Amerikaanse copyrightorganisaties wordt de FrostWireversie voor Android niet aangeboden in de downloadwinkels van Google en Amazon.
De gedownloade bestanden zijn meestal illegaal, omdat ze, in de meeste gevallen, het auteursrecht schenden. Er zijn echter ook legale torrents, zoals gratis downloads die via torrent beschikbaar worden gesteld en waarop geen auteursrecht rust.

## Functies
- Ondersteuning voor m4a-audiobestanden
- Ondersteuning voor het protocol BitTorrent
- Muziek in AAC-formaat downloaden van YouTube